# Шизантус
Шизантусът (Schizanthus), наричан още пеперудено цвете, „ресничесто цвете“, „орхидея на бедняка“, е род растения от семейство Картофови (Solanaceae). Те са едногодишни или двугодишни тревисти растения с атрактивни цветя и принадлежат към подсемейство Schizanthoideae на Solanaceae. Родът включва видове, произхождащи от Чили и Аржентина, много видове са внесени в други части на света, като Нова Зеландия и САЩ.

## Описание
Шизантусът има многократно разчленени цветове. Основните тонове на изпъстрените или с тигрова шарка цветове са нежно-розово, светлорозово, яркорозово, червено и бургундско червено до виолетово.

## Видове
- Schizanthus alpestris
- Schizanthus candidus
- Schizanthus grahamii
- Schizanthus hookerii
- Schizanthus integrifolius
- Schizanthus lacteus
- Schizanthus laetus
- Schizanthus litoralis
- Schizanthus parvulus
- Schizanthus pinnatus
- Schizanthus porrigens
- Schizanthus tricolor

### Популярни сортове
- „Хитпарад“ (25-З0 см)
- „Стартпарад“ (20 см, с едри цветове)
- „Екселсиор-кръстоска“ (40 см)